# Evelyn Torton Beck
Evelyn Torton Beck (geboren 18. Januar 1933 in Wien als Evelyn Torton) ist eine amerikanische Literaturwissenschaftlerin, Psychologin und Emerita für Frauenstudien an der University of Maryland. Sie veröffentlichte Bücher und Essays zum Judentum und gab eine Anthologie mit Texten lesbischer Jüdinnen heraus. Die Universität für Musik und darstellende Kunst Wien verlieh ihr 2021 die Ehrendoktorwürde.

## Leben
Evelyn Torton wurde in eine jüdische Familie in Wien geboren. Ihr Vater Max Torton war in Butschatsch (Polen) gebürtig, ihre Mutter Irma, geborene Lichtmann, in Wien. Nach dem „Anschluss“ Österreichs an das nationalsozialistische Deutsche Reich 1938 musste die Familie ihre Wohnung verlassen und kam in ein Ghetto. Der Vater wurde verhaftet und nach Dachau, anschließend ins KZ Buchenwald deportiert, aus dem er unter unbekannten Umständen wieder frei kam. 1939, als Evelyn sechs Jahre alt war, flohen die Eltern mit ihr und ihrem jüngeren Bruder Edgar nach Italien und lebten ein paar Monate in Mailand. Da die Familie nur vier Visa bekommen hatte, blieb ihre Großmutter in Wien zurück, wurde später von den Nationalsozialisten deportiert und ermordet. Im Juni 1940 konnte die Familie auf dem letzten Schiff, das Italien mit Emigranten verließ, in die USA ausreisen.
Sie wuchs in Brooklyn, New York, auf. Ihr Vater, der in Wien ein kleines Geschäft besessen hatte, arbeitete in der Fabrik eines Verwandten, wo er mit Jiddisch sprechenden Landsleuten aus Osteuropa zusammentraf. Als Mädchen schloss sie sich der HaSchomer HaTzair an, einer zionistischen Jugendbewegung, die die Auswanderung nach Palästina vorbereitete. In einem Interview mit Elisabeth Malleier von 2001 sagte sie, dass der Pioniergeist, die Gemeinschaftlichkeit in den Pfadfindercamps, die Erfahrung der Zugehörigkeit und eines gemeinsamen Ziels sie sehr geprägt hätten, ebenso, dass Frauen und Männer die gleichen Arbeiten machten.
1954 heiratete sie Anatole Beck und bekam zwei Kinder mit ihm (geboren 1955 und 1958). Das Paar ließ sich 1974 scheiden. Einige Jahre nach der Scheidung hatte sie ihr Coming-out und lebte viele Jahre mit ihrer Partnerin, der Psychologin L. Lee Knefelkamp, bis zu deren Tod 2018 zusammen.

## Forschung und Lehre
Evelyn Torton Beck studierte Vergleichende Literaturwissenschaft am Brooklyn College und erhielt ihren Master 1955 in Yale. Mit einer Dissertation über Franz Kafka und den Einfluss des Jiddischen Theaters auf sein Werk promovierte sie 1969 an der Universität von Wisconsin, wo sie insgesamt zwölf Jahre bis 1984 Vergleichende Literaturwissenschaft, Deutsch und Frauenstudien lehrte, ab 1982 als Professorin. Über die Beschäftigung mit Kafka habe sie zum Judentum zurückgefunden. 1972 gründete sie eine Sektion für Jiddisch in der Modern Language Association. Sie führte Kurse mit jüdischen Themen und Schriftstellern, wie zum Beispiel Scholem Alechem, in den Lehrplan ein und übersetzte Werke von Isaac Bashevis Singer, mit dem sie zusammenarbeitete, aus dem Jiddischen ins Englische. Mit seinem Denken setzte sie sich in verschiedenen Essays auseinander, wie 1982 in The Many Faces of Eve: Women, Yiddish, and Isaac Bashevis Singer.
Auf dem Campus bekannte sie sich offen als Jüdin und Lesbe. In der Zweiten Frauenbewegung in den USA war Evelyn Torton Beck eine der ersten, die für die Integration von Lesben in jüdische Kreise und von Jüdinnen in feministische Kreise eintrat. Sie kritisierte, dass Antisemitismus weder in der feministischen noch in der Lesbenbewegung ernst genommen werde. 1982 gab sie Nice Jewish Girls. A Lesbian Anthology heraus, in der lesbische Jüdinnen ihre schmerzvollen Begegnungen mit dem Antisemitismus in der Gesellschaft und unter lesbischen Feministinnen beschreiben und zugleich den Stolz und die kreative Kraft aufgrund ihres Jüdischseins bezeugen.
1984 wurde Evelyn Torton Beck auf eine Professur an die University of Maryland berufen, um dort das Institut für Frauenstudien aufzubauen. Sie war außerdem assoziiertes Mitglied der Fakultät für Jüdische Studien und Komparatistik. 2002 emeritierte sie.
Über viele Jahre sammelte Evelyn Torton Beck Material für ein Buch zu dem Thema Wounds of Gender. Frida Kahlo and Franz Kafka (englisch für: Wunden des Geschlechts). Für ihren zweiten Doktorgrad, den sie 2004 in Klinischer Psychologie am Fielding Graduate Institute erlangte, arbeitete sie es zu einer interdisziplinären Dissertation unter dem Titel Physical Illness, Psychological Woundedness and the Healing Power of Art in the Life and Work of Franz Kafka and Frida Kahlo aus, die mit dem Frieda Fromm-Reichmann Award ausgezeichnet wurde.
Evelyn Torton Beck war aktives Mitglied der B’not Esh (hebräisch für: Töchter des Feuers), einer in den 1980er Jahren gegründeten Gruppe von Frauen, die das Judentum mit den Erkenntnissen der feministischen Theologie und aus ihren Erfahrungen als jüdische Feministinnen erneuern wollten und spirituelle Zeremonien für Frauen entwickelten. Sie gehört zum Herausgeberbeirat der 1990 gegründeten Zeitschrift Bridges. A Journal For Jewish Feminists and Our Friends.

## Auszeichnungen
- 1994: Outstanding Woman of the Year Award der University of Maryland
- 1995: Distinguished Scholar/Teacher Award der University of Maryland
- 2004: Frieda Fromm-Reichmann Dissertation Award
- 2021: Ehrendoktor der Universität für Musik und darstellende Kunst Wien[6]

## Schriften (Auswahl)
- Kafka and the Yiddish Theater. Its Impact on his Work, University of Wisconsin Press, 1971 (Dissertation)
- Nice Jewish Girls. A Lesbian Anthology (Hrsg.), Persephone Press, 1982. Reprinted: Beacon Press, Boston 1984 und 1989
- Physical illness, psychological woundedness and the healing power of art in the life and work of Franz Kafka and Frida Kahlo, University of Wisconsin–Madison, 2004 (unveröffentlichte Dissertation)

Buchbeiträge
- On being a pre-feminist feminist OR How I came to Women’s Studies and what I did there, in: A. Ginsberg (Hrsg.): The Evolution of American Women’s Studies. Reflections on Triumphs, Controversies, and Change, Palgrave Mcmillan, New York 2008, S. 110–130
- Frida Kahlo. in: B. Zimmerman (Hrsg.): Encyclopedia of Homosexuality, zweite Auflage, Band I: Lesbian Histories and Cultures, Garland Publishing, New York 1999
- Why Kafka? A Jewish Lesbian Feminist Asks?, in: R.Siegel & E.Cole (Hrsg.): Patterns in Jewish Women’s Lives. A Feminist Sampler, Haworth Press, New York 1997, S. 187–200
- Judaism, Feminism and Psychology. Making the Links Visible, in: K.Weiner, A. Moon (Hrsg.): Jewish Women Speak Out. Expanding the Boundaries of Psychology, Canopy Press, Seattle 1995
- The Place of Jewish Experience in a Multicultural University Curriculum, Marla Brettschneider (Hrsg.): The Narrow Bridge. Jewish Perspectives on Multiculturalism, Rutgers University Press 1996, S. 163–177

Essays
- Kahlo’s World Split Open, in: Feminist Studies, Nr. 32, 1/2006, S. 54–83
- The Many Faces of Eve: Women, Yiddish, and Isaac Bashevis Singer, in: Studies in American Jewish Literature No. 1/1981, S. 112–123
- LB. Singer’s Misogyny, in: Lilith. The Jewish Women's Magazine, Frühling 1980